# Шальва (Ходжалинский район)
Шальва (азерб. Şəlvə; ранее также — Рев (азерб. Rev, азерб. Рев) — село в Тазабининском сельском административно-территориальном округе Ходжалинского района Азербайджана.

## География
Сёла Тазабина, Гышлаг, Сардаркенд, Шальва входят в состав Тазабининского сельского административно-территориального округа Ходжалинского района при этом село Тазабина является центром этого сельского административно-территориального округа.
В 7 км по платообразному травянисто-кустарниковому плато к западу от моста через реку Хачынчай, расположенного на половине пути между городами Агдере и Агдам, находится пологая вершина Рев на высоте 1309 метров. Этот мост расположен в 2 км от поперечной автострады Ханкенди — село Венгли.

## История

### Основание
Точных сведений об основании высокогорного села Шальва нет, так же точно не известно было ли взято название горы за название села или наоборот. В истории Армении слово «Рев» встречается как имя иберийского царя Рева I, сына царя Армении Покора.

### Средние века и досоветский период
В Средневековье, после развала армянского княжества Хачен на пять меликств, село становится владением мелика Джраберда, и родовым селом его военачальника Арзумана. В селе до сих пор живут его потомки среди которых по сей день свежо придание о разбойнике-слуге князя.
Раффи в своей книги «Меликства Хамсы» описывая подвиги Арзумана в битвах с Панах-ханом говорит:
..в народе карабаха рассказывается о том как Тюли-Арзуман, Дали-Махраса и Чалаган-Юзбаши целых семь лет не позволяли не одному тюрку пройти через Мази камурдж в Джраберд и Гюлистан
,
говоря же о самом Арузмане Раффи пишет: 
Тюли по-турецки означает разбойник, но не мелкий разбойник который грабит по ночам.Тюли действует совершенно открыто:он среди бела дня грабит караваны, города и села.Таков был и Арзуман.Он был сыном пастуха отца мелика Атама(мелика исраела), в детстве пас овец а затем стал одним из лучших военачальников мелика Атама
.
После ликвидации самоуправления армянских меликов Нагорного Карабаха, село Шальва также как и все пять меликств хамсы входят в состав Карабахского ханства, находившееся под верховным главенством Персии, которое в 1813 году по Гюлистанскому мирному договору отошло России, а позже в 1822 году было упразднено в провинцию.

### Советский период
В 1920 году после установления советской власти и решения Кавбюро ЦК РКП(б) село Шальва также как и вся территория Нагорного Карабаха с 94 % армянским населением было оставлено в составе Азербайджанской ССР в качестве автономии. За годы советской власти крестьяне в селе были объединённые в колхоз занимались скотоводством и земледелием, в 1940—1950-е годы здесь и соседних деревнях было развито шелководство.
Во время Великой Отечественной войны в победу над фашизмом свою посильную лепту внесли и жители Рева, так на защиту своей Родины на фронт ушло 162 человека, из которых 82 погибли, а двое Владимир Оганесян и Сурен Петросян удостоились высшей награды страны — звания Героя Советского Союза.
В советский период на 1 января 1977 года село входило в состав Нюрагюхского (ныне село Тазабина) сельсовета Степанакертского района Нагорно-Карабахской автономной области (НКАО) Азербайджанской ССР. Указом Президиума Верховного Совета Азербайджанской ССР от 15 мая 1978 года было постановлено утвердить решение исполнительного комитета областного Совета народных депутатов Нагорно-Карабахской автономной области о переносе центра Степанакертского района из города Степанакерт (ныне Ханкенди) в рабочий посёлок Аскеран и переименовании Степанакертского района в Аскеранский район. В результате это село оказалось в составе Аскеранского района НКАО Азербайджанской ССР, при этом само село располагалось недалеко от административной границы Аскеранского района с Агдамским районом Азербайджанской ССР.
В конце 1980-х в связи с эскалацией конфликта и нагнетанием напряженности в регионе, как в селе так и в крае в целом падают экономические показатели производства, увеличивается число грабежей и угонов скота. Так В. Балаян заместитель председателя Агропрома НКАО отмечал, что только за 5 месяцев 1991 года из села Рев было угнано 315 голов овец, ранее вечером 29 апреля появился первый пострадавший им являлся житель села Гриша Захарян который получил огнестрельное ранение.

### Карабахский конфликт
2 сентября 1991 года на совместной сессии Нагорно-Карабахского областного и Шаумяновского районного Советов народных депутатов была принята Декларация о провозглашении Нагорно-Карабахской Республики в границах Нагорно-Карабахской автономной области (НКАО) и сопредельного Шаумяновского района Азербайджанской ССР.
26 ноября 1991 года Верховный Совет Азербайджанский Республики принял закон «Об упразднении Нагорно-Карабахской автономной области Азербайджанской Республики». В этом законе помимо упразднения Нагорно-Карабахской Автономной Области (НКАО), было постановлено в том числе также и упразднение Аскеранского района, образование Ходжалинского района с центром в городе Ходжалы и передача территории упраздненного Аскеранского района в состав Ходжалинского района. Решением Милли Меджлиса Азербайджанской Республики от 29 декабря 1992 года село Рев Ходжалинского района было названо селом Шальва, а село Норакюх Ходжалинского района было названо селом Тазабина. В настоящее время село Шальва входит в состав Тазабининского сельского административно-территориального округа Ходжалинского района Азербайджана.
С началом активной фазы военных действий в село с близлежащих сел и Степанакерта (ныне Ханкенди) съезжаются множество беженцев, в самом районе как и на всей территории бывшей НКАО происходят кровопролитные бои, однако несмотря на близость театра боевых действий и периодический обстрел авиацией село пострадало не значительно. Двое (Хачикян Славик и Арушанян Армен) из числа добровольцев отправившихся на войну пали на поле боя после чего были похоронены в родном селе рядом с обелиском установленным в честь погибших во время 2-й мировой войны сельчан.
В ходе Карабахского конфликта село в начале 1990-х годов попало под контроль непризнанной Нагорно-Карабахской Республики (НКР), согласно административно-территориальному делению которой входило в состав Аскеранского района НКР и носило название Рев (арм. Ռև).
В селе после установления контроля непризнанной НКР при поддержке главы непризнанной республики был проведен ряд программ, в результате которых село было газифицировано и подведена телефонная линия. На выделенные правительством непризнанной республики средства в селе было приобретено два дома для семей нуждающихся. В связи с тем, что село находится сейсмоопасной зоне, в 1997 году была открыта сейсмостанция.

### Восстановление контроля Азербайджана
Согласно Трёхстороннему Заявлению в ночь с 9 по 10 ноября 2020 года, подписанному по итогам Второй карабахской войны, село перешло под контроль Российских миротворческих сил.
В результате боевых действий в сентябре 2023 года Азербайджан восстановил свой контроль над селом.

## Население
По состоянию на 1 января 1933 года в селе проживало 424 человека (85 хозяйств), все — армяне.
Согласно переписи 2005 года население села составляло 113 человек.

## Достопримечательности
В районе села после окончания карабахской войны при разминировании были найдены железные наконечники копий и дротов.
В селе есть хачкар VIII—IX века и останки церкви XIX века, однако главной достопримечательностью являются расположенные рядом с селом развалины датируемые 16 веком монастырского комплекса св. Геворка. Из села открывается прекрасный вид на карабахское плато.

## Фотографии

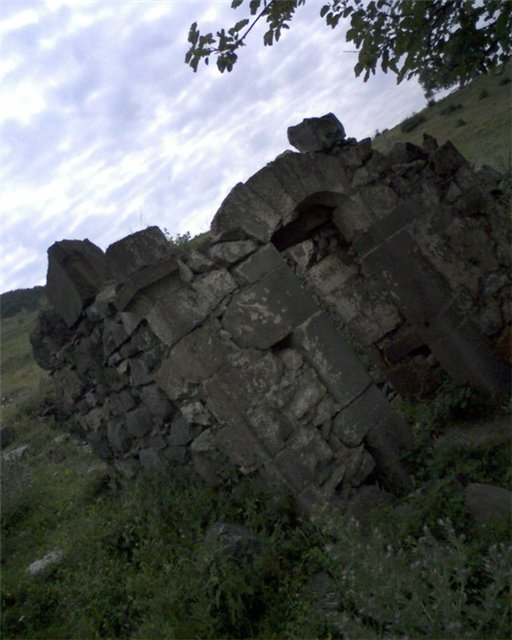
Развалины монастыря св. Геворка
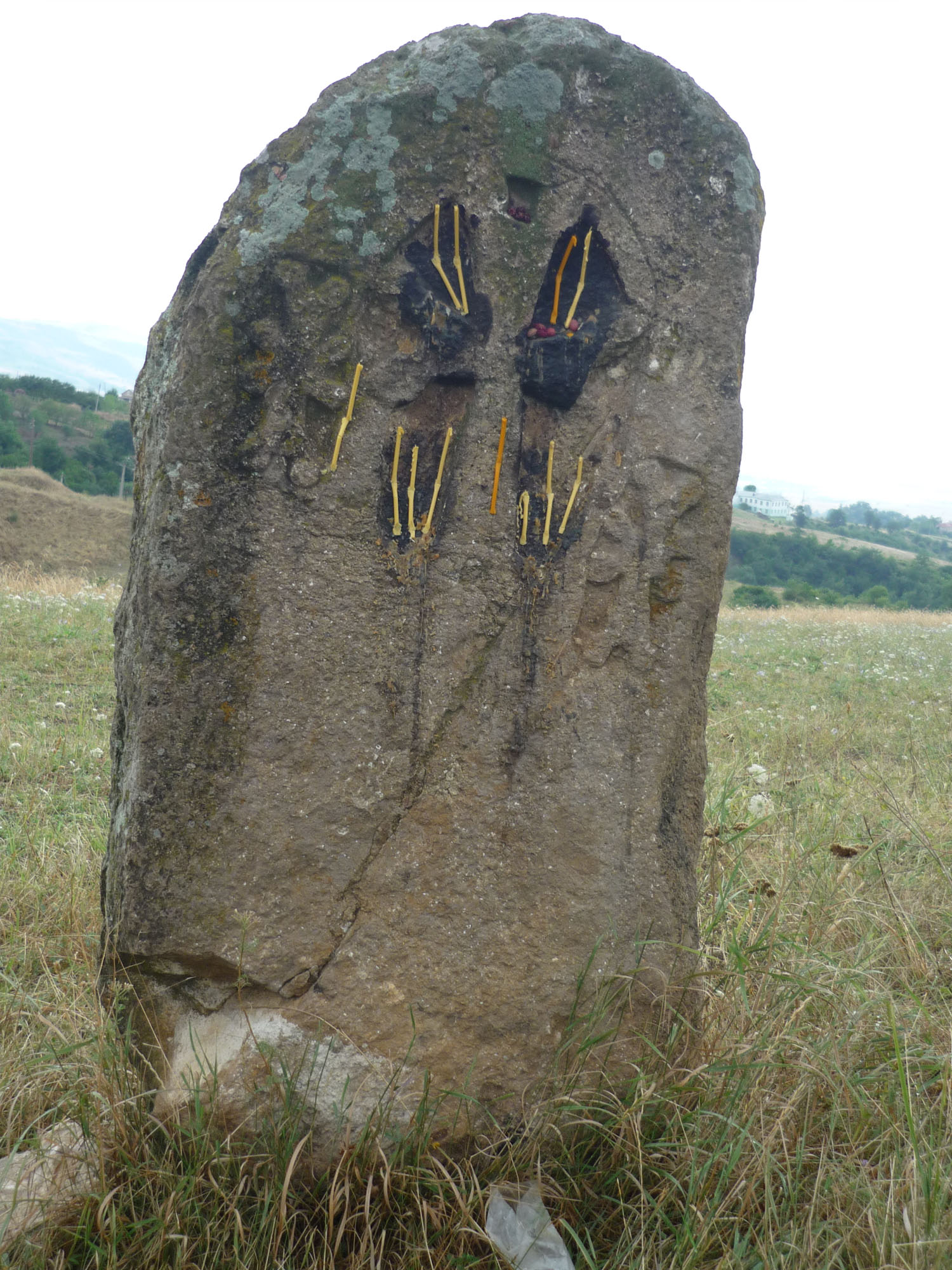
Хачкар 8-9 века
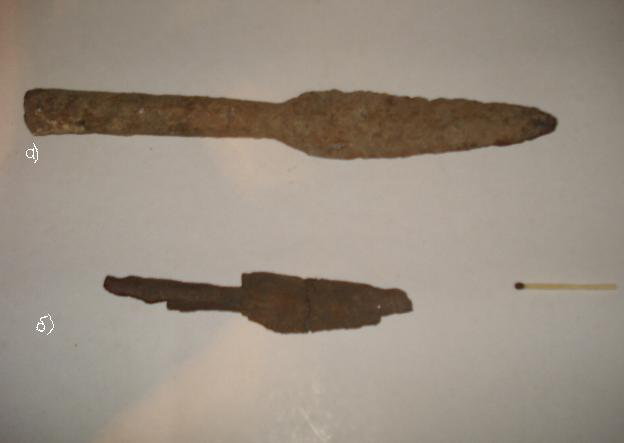
Коллекция Давида Симоняна, наконечники: а) копья, б)дрота
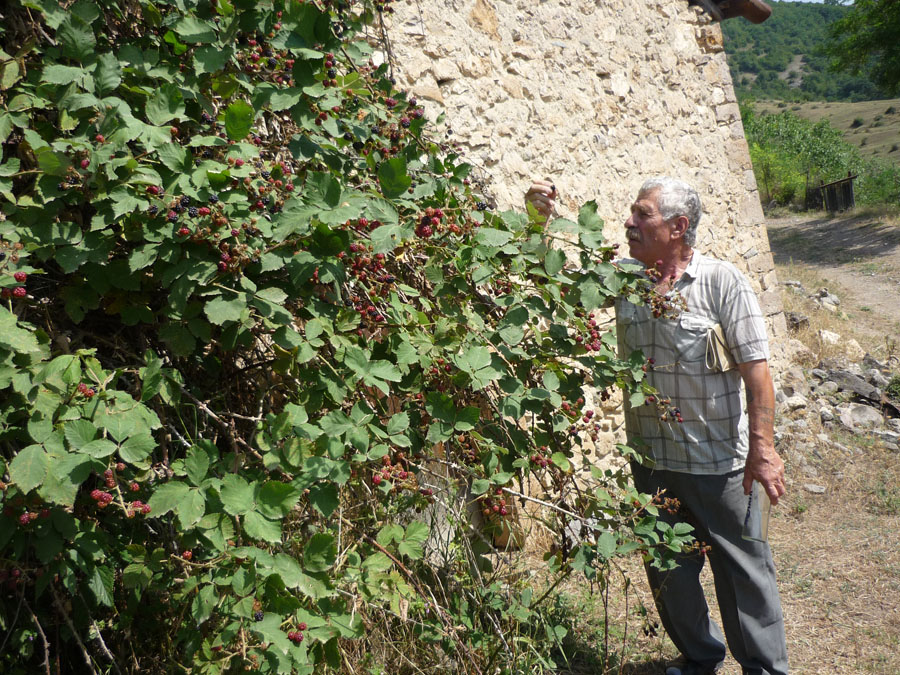
Кусты ежевики
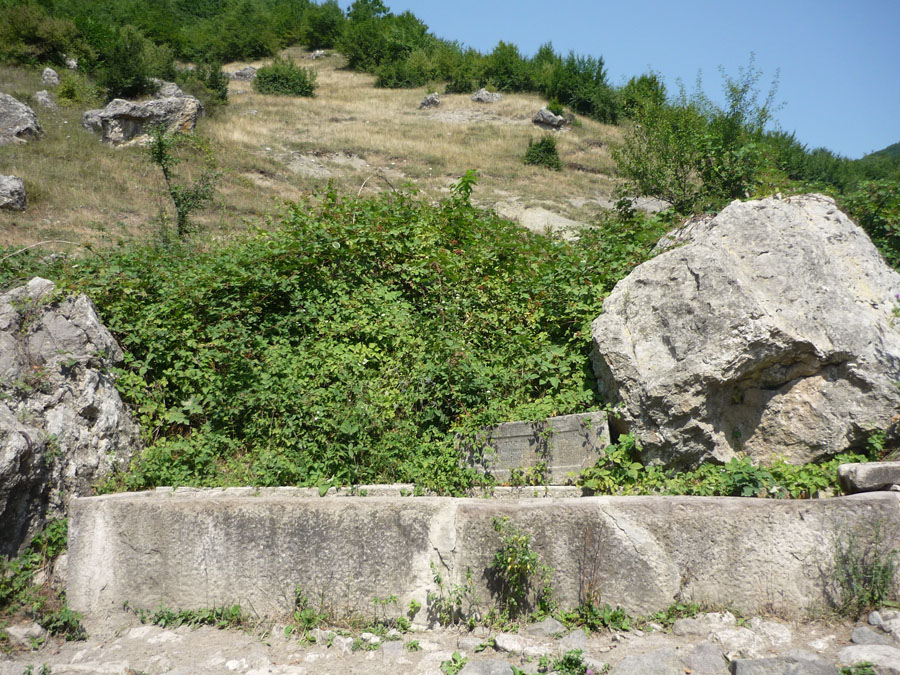
Родник
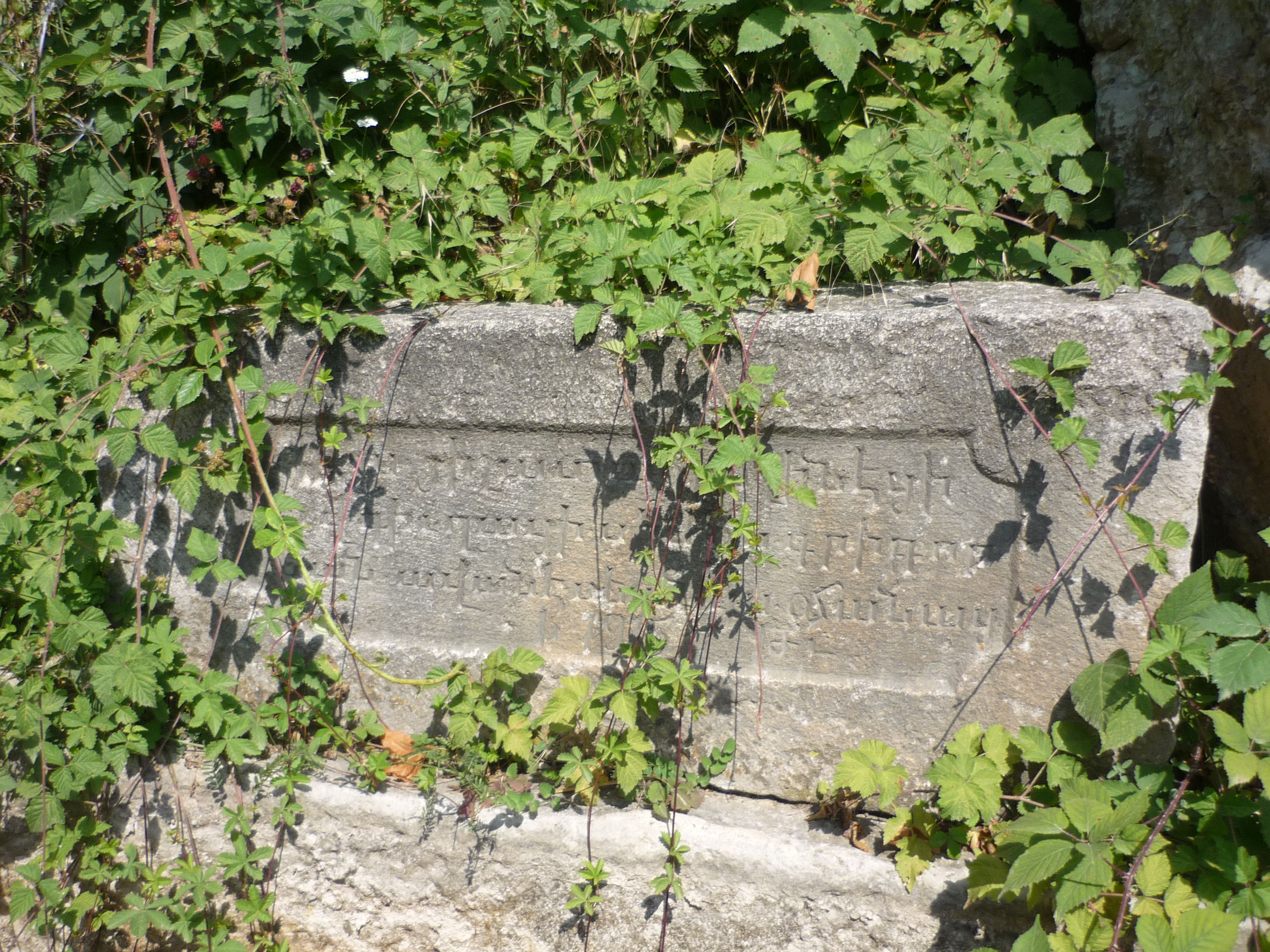
Надпись на роднике
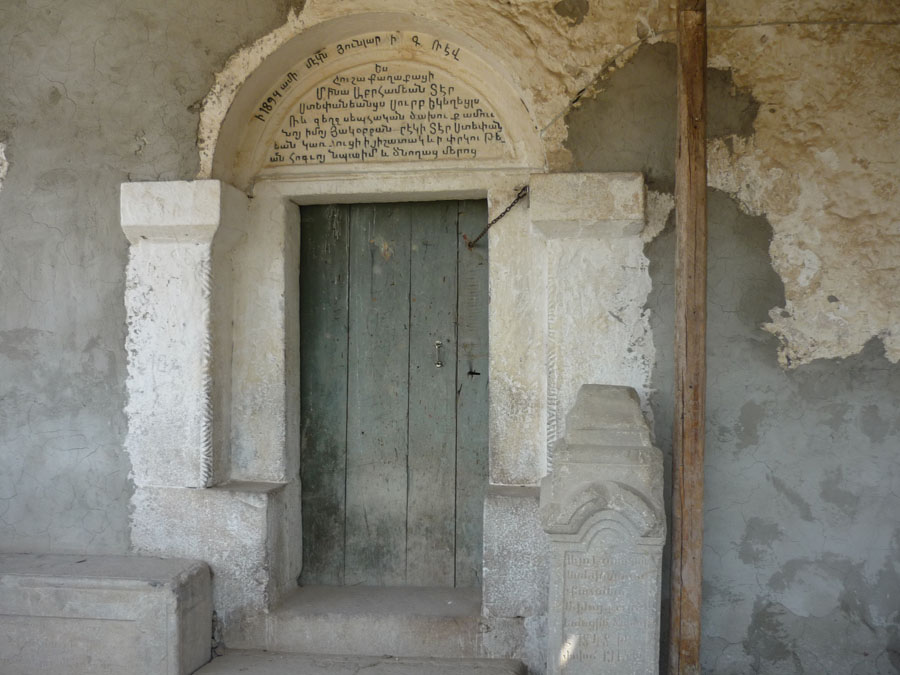
Церковь, разрушенная в советские времена
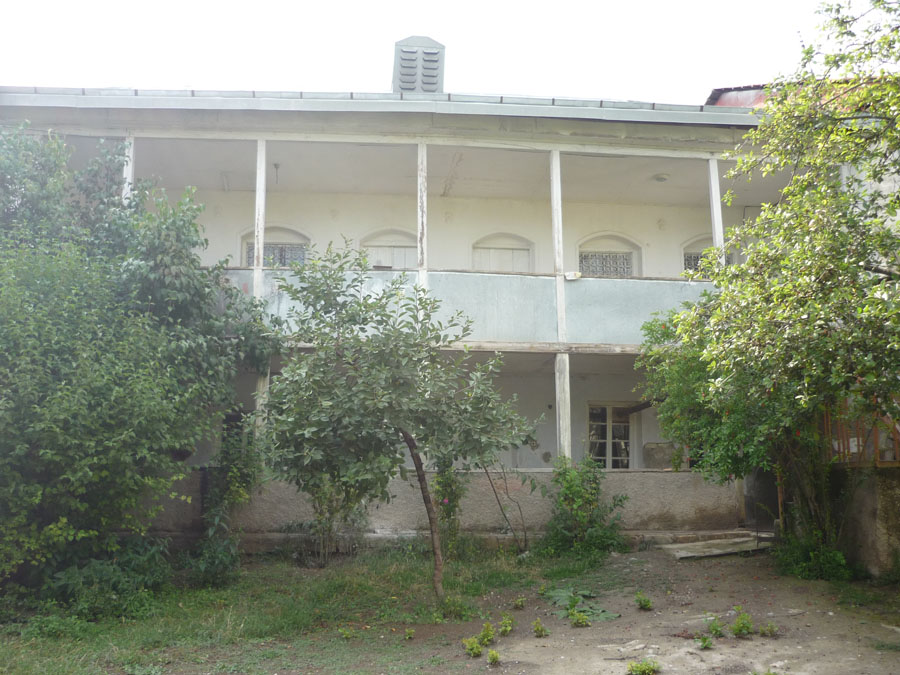
Школа
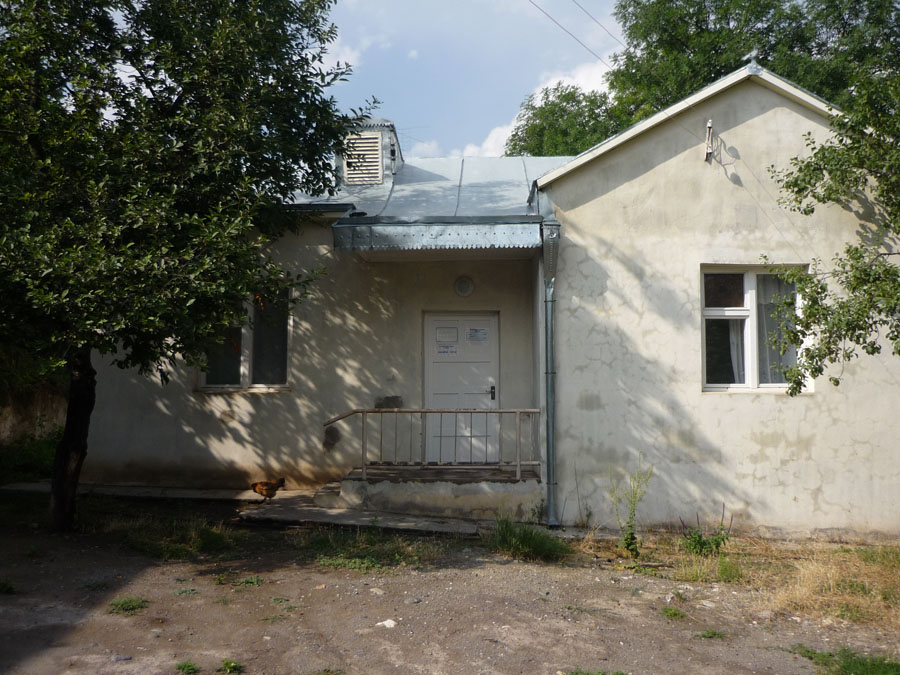
Здание сельсовета
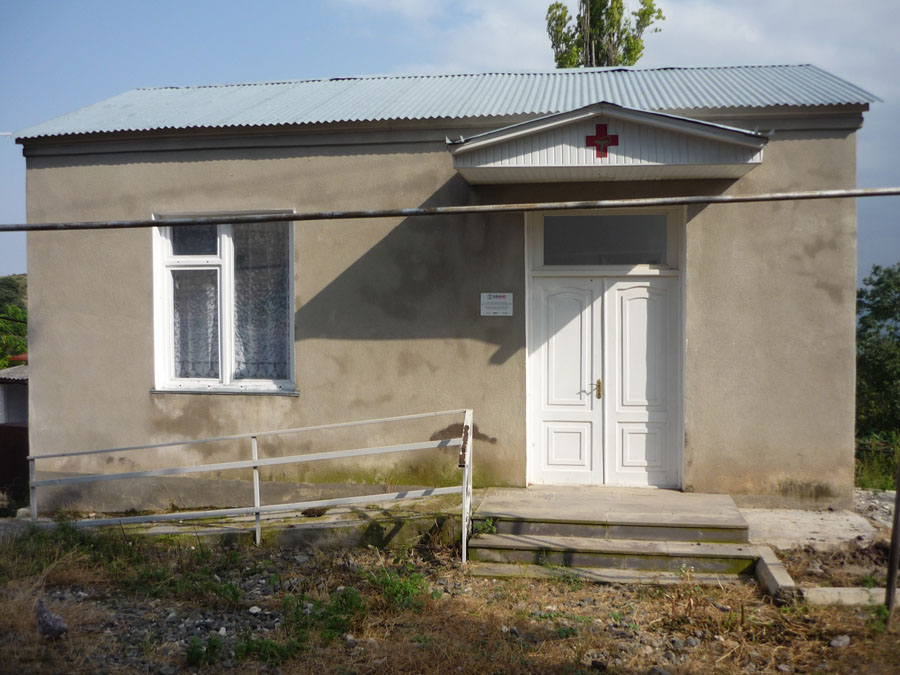
Здание больницы
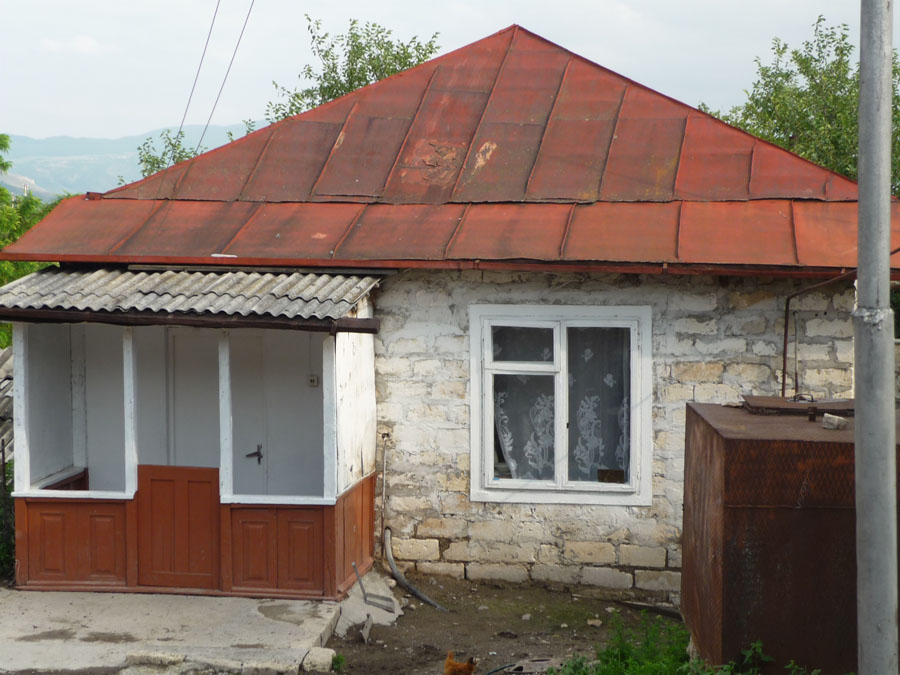
Дом героя СССР Сурена Петросяна
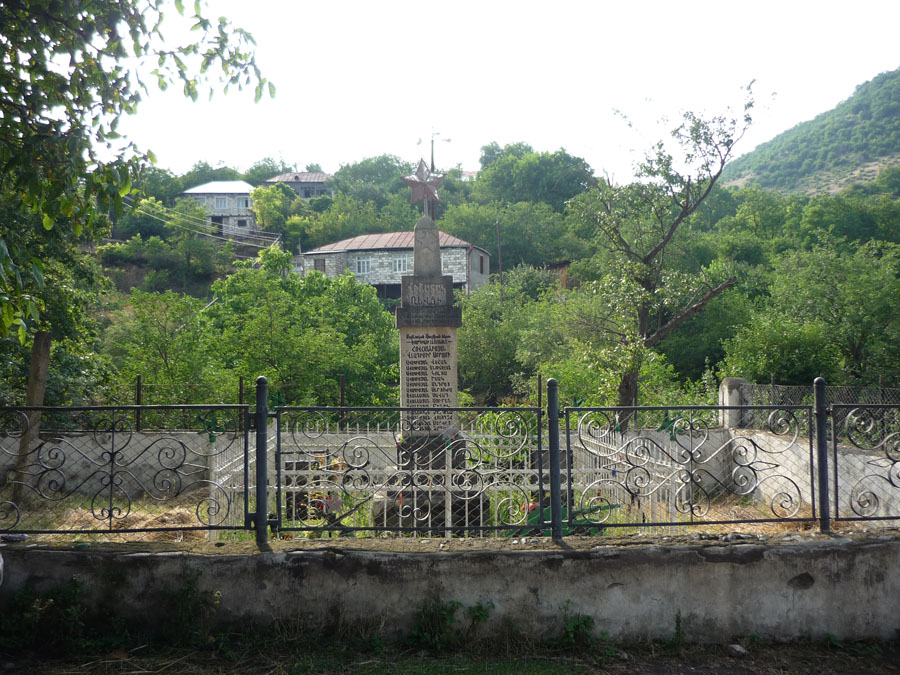
Мемориал погибшим во время Великой Отечественной войны, рядом похоронены двое погибших во время Первой карабахской войны
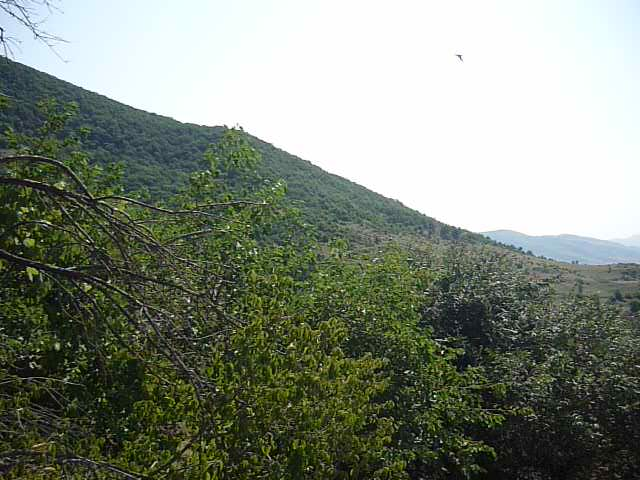
Парящей над селом орел
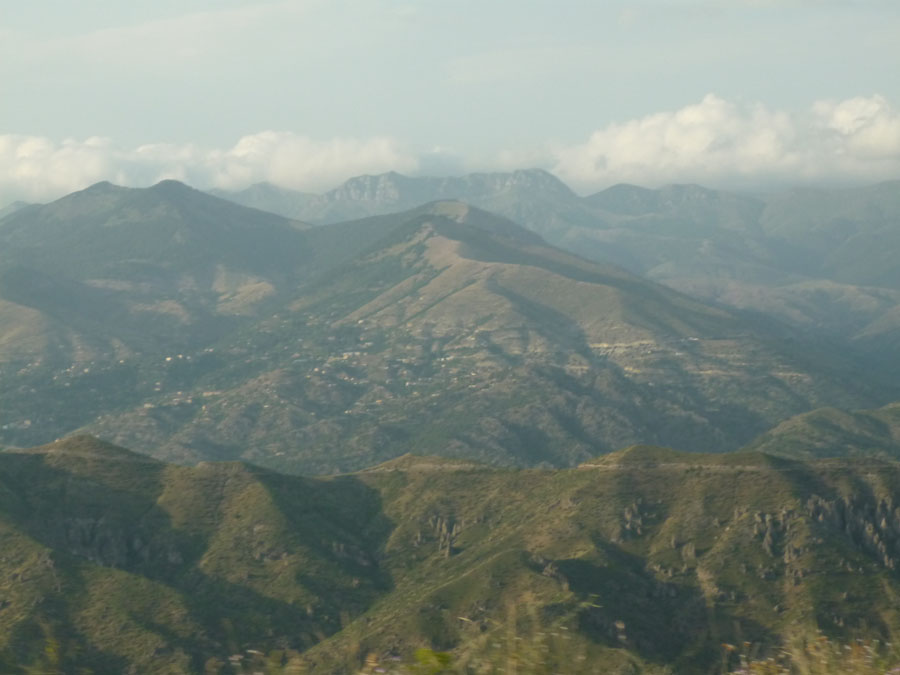
Вид из села
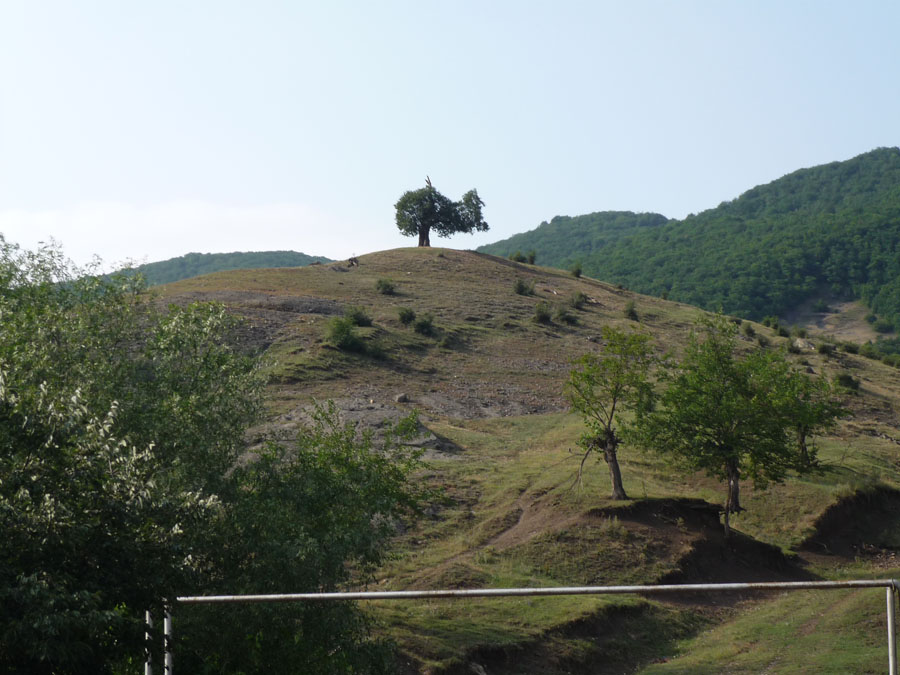
Тутовое дерево
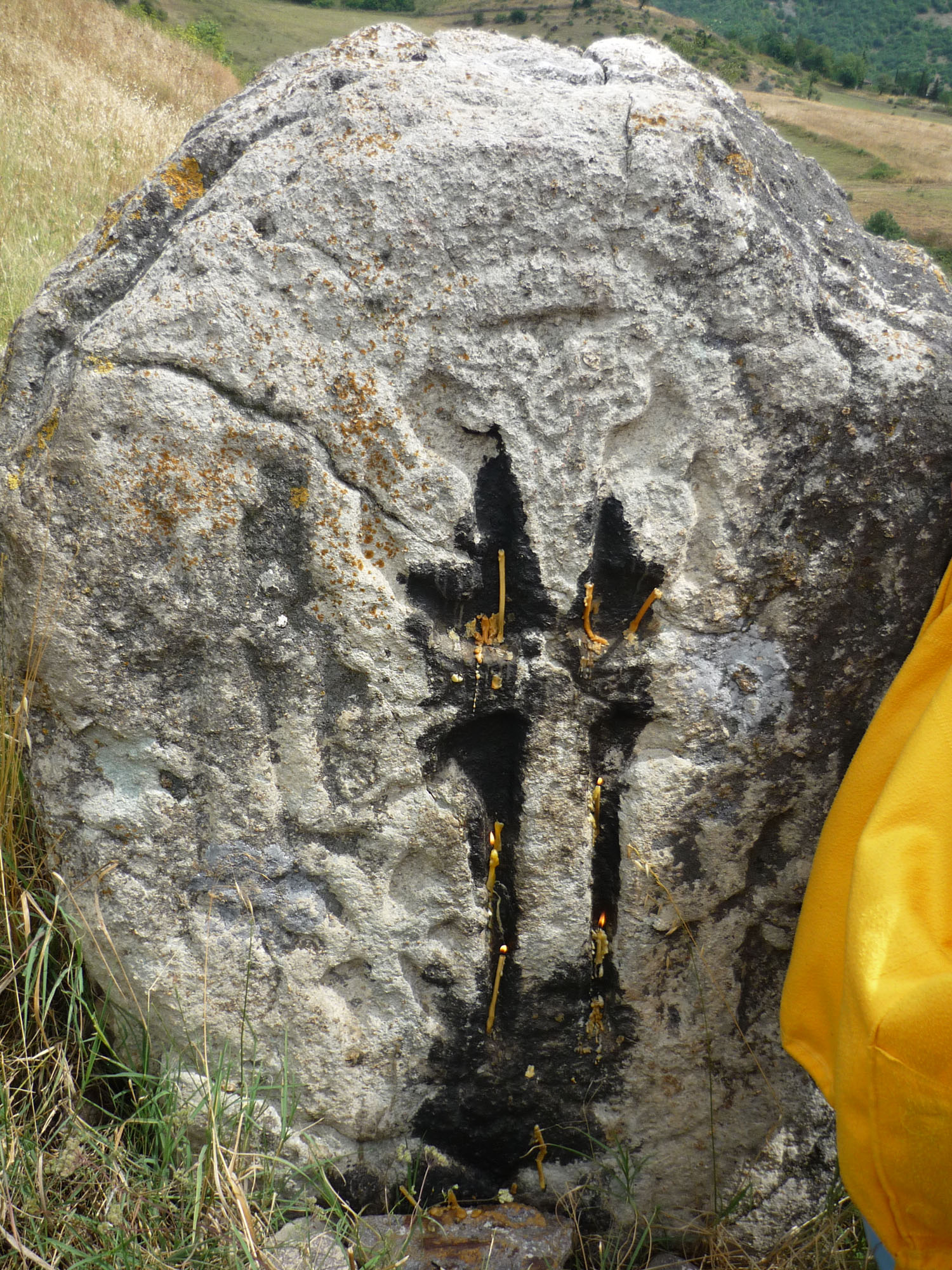
Хачкар между Шальвой и Сеидбейли
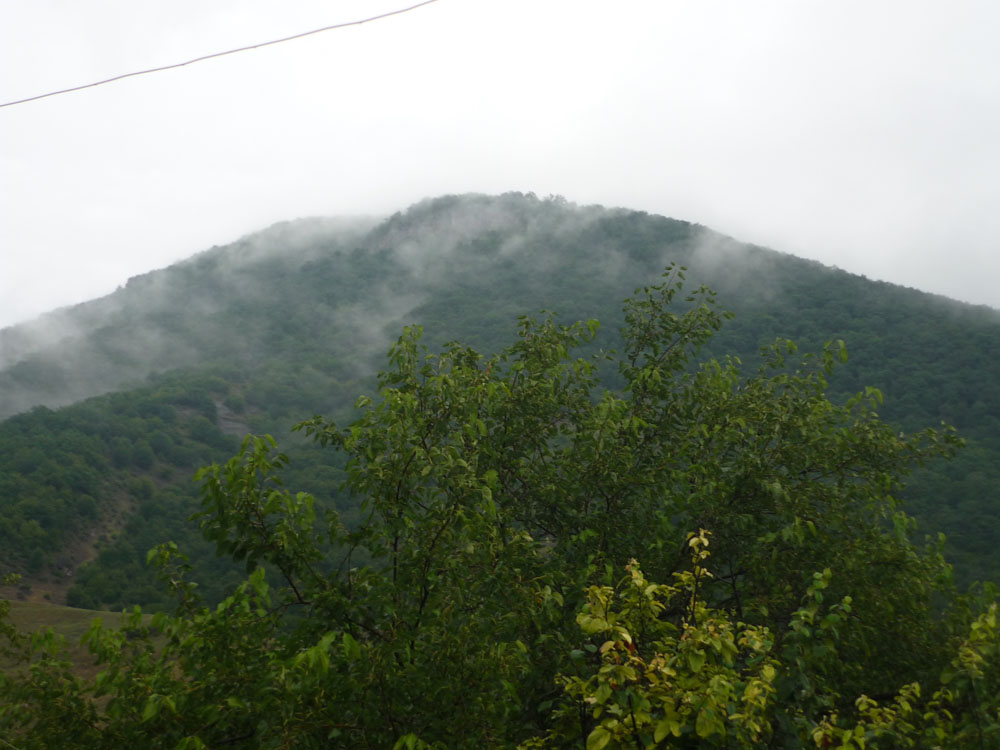
Утро в селе
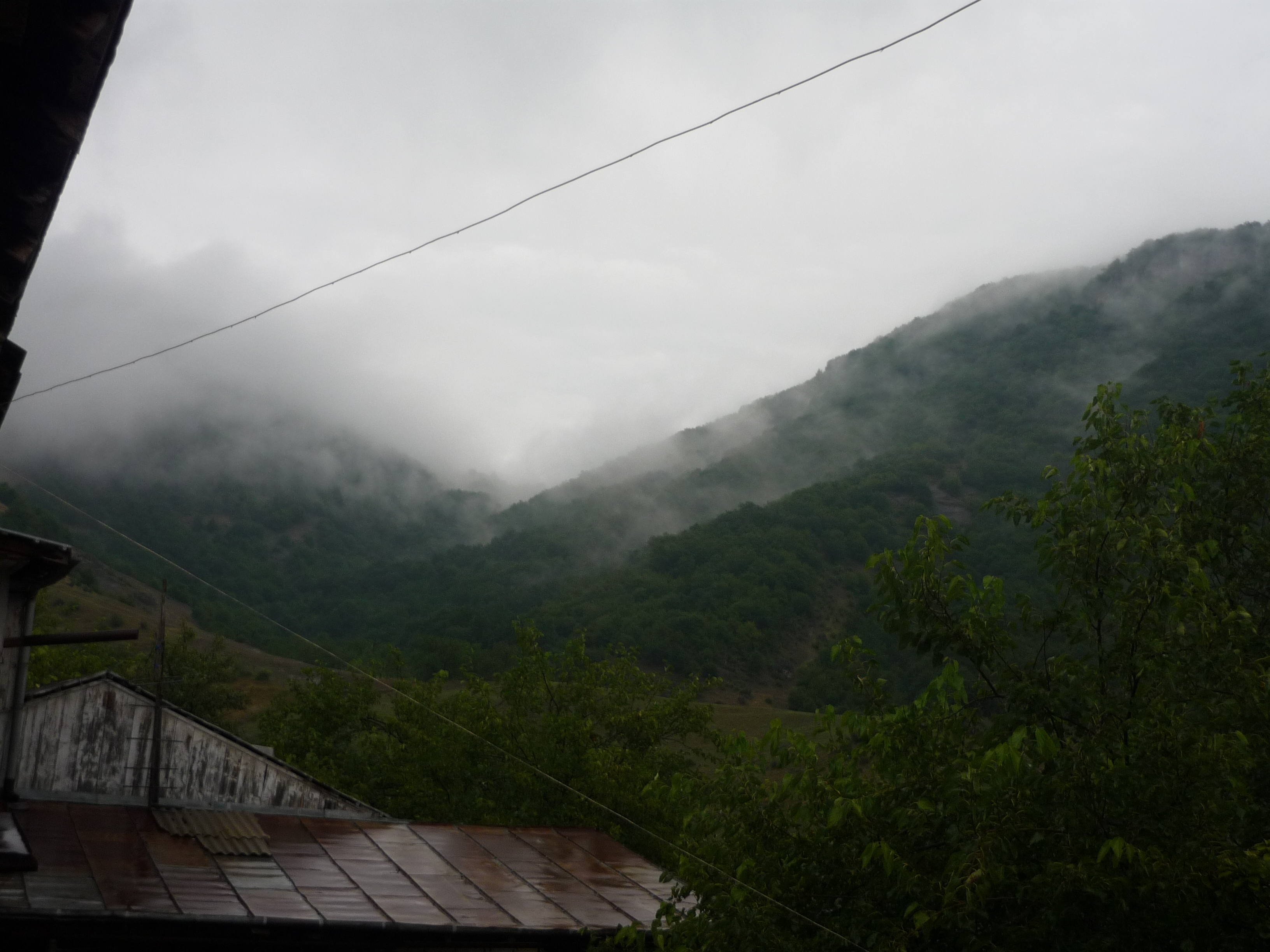
Утренний туман